# Oud-Heverlee Leuven
Oud-Heverlee Leuven (phát âm tiếng Hà Lan: [ˈʌut ˈɦeː.vər.ˌleː ˈløː.və(n)]), còn được gọi là OH Leuven hoặc OHL, là một câu lạc bộ bóng đá Bỉ từ thành phố Leuven. Nó được tạo ra vào năm 2002 từ sự hợp nhất của ba câu lạc bộ, FC Zwarte Duivels Oud-Heverlee, người có số đăng ký mà nó được thừa kế, Daring Club Leuven và Stade Leuven. Sân nhà của OH Leuven là sân vận động " Den Dreef ", nằm ở Heverlee.
Câu lạc bộ hiện đang chơi ở cấp độ thứ hai của đất nước, Giải hạng B của Bỉ. Họ đã chơi bốn mùa ở cấp độ đầu tiên, lần cuối cùng là mùa 2015-2016

## sân vận động

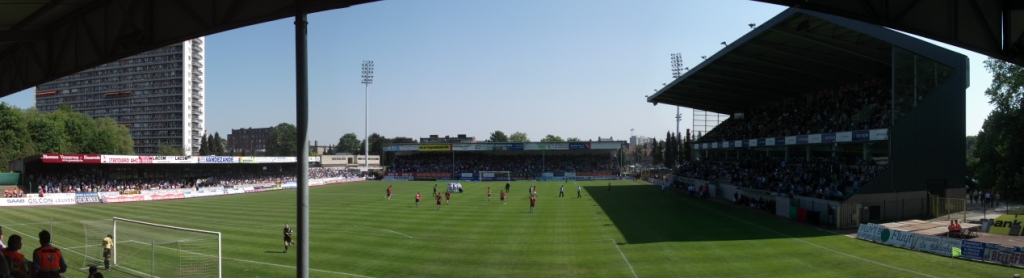
Sân vận động Den Dreef (trước khi mở rộng đến khán đài chính (phải) và xây dựng một khán đài tương tự ở phía đối diện (bên trái).)

Sân vận động của họ được gọi là Stadion Den Dreef và nằm trên Kardinaal Mercierlaan ở phía nam vùng ngoại ô Leuven của Heverlee (không bị nhầm lẫn với ' Oud-Heverlee ' trong tên câu lạc bộ, trên thực tế là một đô thị riêng biệt). Lối vào dành cho người hâm mộ ghé thăm là trên Tervuursevest.

## Cầu thủ

### Đội hình hiện tại
Tính đến 2 tháng 2 năm 2024
Ghi chú: Quốc kỳ chỉ đội tuyển quốc gia được xác định rõ trong điều lệ tư cách FIFA. Các cầu thủ có thể giữ hơn một quốc tịch ngoài FIFA.
| Số | VT | Quốc gia    | Cầu thủ                                   |
| -- | -- | ----------- | ----------------------------------------- |
| 1  | TM | Bỉ          | Tobe Leysen                               |
| 5  | HV | Bỉ          | Pierre-Yves Ngawa                         |
| 6  | HV | Bỉ          | Joren Dom                                 |
| 7  | TV | Iceland     | Jón Dagur Þorsteinsson                    |
| 8  | TV | Bỉ          | Siebe Schrijvers                          |
| 9  | TĐ | Na Uy       | Jonatan Braut Brunes                      |
| 11 | TV | Hà Lan      | Ezechiel Banzuzi                          |
| 13 | TV | Maroc       | Sofian Kiyine                             |
| 14 | HV | Uruguay     | Federico Ricca                            |
| 15 | TV | Bờ Biển Ngà | Konan N'Dri                               |
| 16 | TM | Pháp        | Maxence Prévot                            |
| 17 | TV | Nhật Bản    | Kento Misao                               |
| 18 | HV | Pháp        | Florian Miguel                            |
| 19 | TĐ | Thái Lan    | Suphanat Mueanta (mượn từ Buriram United) |
| 20 | HV | Maroc       | Hamza Mendyl                              |
| 21 | TĐ | Ghana       | Nathan Opoku (mượn từ Leicester City)     |

| Số | VT | Quốc gia  | Cầu thủ                                       |
| -- | -- | --------- | --------------------------------------------- |
| 22 | HV | Bỉ        | Alexandro Calut (mượn từ Standard Liège)      |
| 23 | HV | Bỉ        | Joël Schingtienne                             |
| 24 | HV | Argentina | Franco Russo (mượn từ Ludogorets Razgrad)     |
| 25 | TV | Bỉ        | Manuel Osifo                                  |
| 26 | TM | Bỉ        | Owen Jochmans                                 |
| 28 | HV | Bỉ        | Ewoud Pletinckx                               |
| 30 | TV | Nhật Bản  | Takahiro Akimoto (mượn từ Urawa Red Diamonds) |
| 33 | TV | Bỉ        | Mathieu Maertens                              |
| 37 | TV | Bỉ        | Milan Taildeman                               |
| 38 | TM | Bỉ        | Oregan Ravet                                  |
| 43 | TĐ | Bỉ        | Nachon Nsingi                                 |
| 52 | HV | Bỉ        | Richie Sagrado                                |
| 77 | HV | Bỉ        | Thibault Vlietinck                            |
| 88 | TV | Pháp      | Youssef Maziz                                 |

### Cho mượn
| No. |             | Position | Player                                                         |
| --- | ----------- | -------- | -------------------------------------------------------------- |
| 8   | Netherlands | FW       | Sam Hendriks (at Cambuur until ngày 30 tháng 6 năm 2019)       |
| —   | Belgium     | DF       | Jordy Gillekens (at Fiorentina until ngày 30 tháng 6 năm 2019) |
| —   | Belgium     | MF       | Jo Gilis (at Eendracht Aalst until ngày 30 tháng 6 năm 2019)   |

| No. |         | Position | Player                                                            |
| --- | ------- | -------- | ----------------------------------------------------------------- |
| —   | Belgium | MF       | Leo Njengo (at Heist until ngày 30 tháng 6 năm 2019)              |
| —   | Belgium | FW       | Daan Vekemans (at Eendracht Aalst until ngày 30 tháng 6 năm 2019) |

## Nhân viên câu lạc bộ
Tính đến  ngày 17 tháng 4 năm 2019 
| Giám đốc & Quản lý cấp cao | Giám đốc & Quản lý cấp cao                 |
| Vai trò                    | Người                                      |
| -------------------------- | ------------------------------------------ |
| Chủ tịch                   | liên_kết=\|viền Aiyawatt Srivaddhanaprabha |
| Giám đốc                   | liên_kết=\|viền Susan Whelan               |
| Giám đốc                   | liên_kết=\|viền Jon Rudkin                 |
| Giám đốc kĩ thuật          | liên_kết=\|viền Wim De Corte               |
| Giám đốc điều hành         | liên_kết=\|viền Peter Willems              |
| Giám đốc thương mại        | liên_kết=\|viền Filip Van Doorlaer         |
| Trưởng phòng hoạt động     | liên_kết=\|viền Marc Tordeur               |

| Quản lý đội một                                       | Quản lý đội một                          |
| Vai trò                                               | Người                                    |
| ----------------------------------------------------- | ---------------------------------------- |
| Huấn luyện viên trưởng đội một                        | liên_kết=\|viền Vincent EuConnard        |
| Huấn luyện viên trợ lý đội một                        | liên_kết=\|viền Joachim Mununga          |
| Huấn luyện viên trợ lý đội một & quản lý dưới 21 tuổi | liên_kết=\|viền Gunter Vandebroeck       |
| Huấn luyện viên thủ môn                               | liên_kết=\|viền Boubacar Barry           |
| Cố vấn thể thao                                       | liên_kết=\|viền Franky Vercauteren       |
| Trưởng phòng Thể dục và Điều hòa                      | liên_kết=\|viền Matthias De Baerdemaeker |
| Nhà khoa học thể thao đội một                         | liên_kết=\|viền Bram Gielen              |
| Trưởng vật lý trị liệu                                | liên_kết=\|viền Sam Vanhumbeeck          |
| Trưởng phòng Hướng đạo kỹ thuật                       | liên_kết=\|viền Rob Mackenzie            |
| Trưởng phòng đổi mới hiệu suất                        | liên_kết=\|viền Paul Balsom              |
| Giám đốc học viện                                     | liên_kết=\|viền Henk Mariman             |

## Huấn luyện viên
- Jean-Pierre Vande Velde (2002-2004)
- liên_kết=|viền Guido Brepoels (2004-2007)
- liên_kết=|viền Rudi Cossey (2007   - 27 tháng 8 năm 2008)
- liên_kết=|viền Marc Wuyts (27 tháng 8 năm 2008   - 3 tháng 3 năm 2009)
- liên_kết=|viền Jean-Pierre Vande Velde (4 tháng 3 năm 2009   - 2010)
- liên_kết=|viền Ronny Van Geneugden (2010   - 21 tháng 1 năm 2014)
- liên_kết=|viền Herman Vermeulen (21 tháng 1 năm 2014   - 25 tháng 2 năm 2014)
- liên_kết=|viền Ivan Leko (25 tháng 2 năm 2014   - 28 tháng 11 năm 2014)
- liên_kết=|viền Hans Vander Elst (người chăm sóc) (28 tháng 11 năm 2014   - 26 tháng 12 năm 2014)
- liên_kết=|viền Jacky Mathijssen (ngày 26 tháng 12 năm 2014   - 24 tháng 11 năm 2015)
- liên_kết=|viền Emilio Ferrera (26 tháng 11 năm 2015   - 15 tháng 1 năm 2017)
- liên_kết=|viền Dennis van Wijk (ngày 19 tháng 1 năm 2017   - 22 tháng 9 năm 2017)
- liên_kết=|viền Nigel Pearson (ngày 22 tháng 9 năm 2017   - 3 tháng 2 năm 2019)
- liên_kết=|viền Vincent Euvrard (8 tháng 2 năm 2019   - Hiện tại)

## Cựu cầu thủ
Để biết chi tiết về người chơi cũ, xem Thể loại: Cầu thủ Oud-Heverlee Leuven.

### Cầu thủ ghi bàn hàng đầu
Danh sách sau đây là những cầu thủ ghi bàn hàng đầu cho OH Leuven mỗi mùa, chỉ tính các bàn thắng được ghi trong các trận đấu chính thức: giải đấu, cúp và playoffs. 

### Quốc tế
Danh sách dưới đây bao gồm các cầu thủ hiện tại và trước đây của OH Leuven đã giành được mũ cho đội tuyển quốc gia của họ.
Cờ cho thấy các đội tuyển quốc gia mà họ chơi cho.
Chỉ những người chơi có được mũ đội một mới được bao gồm, U21 hoặc các trận đấu không chính thức thì không.
- Logan Bailly
- Toni Brogno
- Mark De Man
- Karel Geraerts
- David Hubert
- Denis Odoi
- Marvin Ogunjimi
- Jeroen Simaeys
- François Sterchele
- Derrick Tshimanga
- Kevin Roelandts
- Muhamed Subašić
- Ivan Bandalovski
- Romero Regales
- Ibrahim Somé
- Ibou
- Stefán Gíslason
- Mamadou Bagayoko
- Copa[nb 1]
- Jovan Kostovski
- Azubuike Oliseh
- Bartosz Kapustka
- Tony Watt
- Slobodan Urošević
- Kawin Thamsatchanan
- Hamdi Harbaoui
- Oleksandr Iakovenko
- Ovidy Karuru